# Kalknavling
Kalknavling (Gerronema prescotii) är en svampart som först beskrevs av Johann Anton Weinmann, och fick sitt nu gällande namn av Redhead 1984. Gerronema prescotii ingår i släktet Gerronema och familjen Marasmiaceae.   Inga underarter finns listade i Catalogue of Life.
I den svenska databasen Dyntaxa används istället namnet Cantharellopsis prescotii för samma taxon.  Arten är reproducerande i Sverige.